# Promising Young Woman
Promising Young Woman (bra: Bela Vingança; prt: Uma Miúda com Potencial) é um filme de humor ácido e suspense estadunidense de 2020 dirigido, escrito e co-produzido por Emerald Fennell, em sua estreia como diretora. O filme é estrelado por Carey Mulligan, Bo Burnham, Alison Brie, Clancy Brown, Jennifer Coolidge, Connie Britton e Laverne Cox.
Teve sua estreia mundial no Festival de Cinema de Sundance em 25 de janeiro de 2020 e foi lançado nos Estados Unidos em 25 de dezembro de 2020, pela Focus Features. No Brasil, foi lançado nos cinemas em 13 de maio de 2021.Também foi exibido no Telecine no Festival do Rio em 25 de julho de 2021.
O filme recebeu cinco indicações ao Oscar 2021, incluindo melhor filme, melhor diretor e melhor atriz para Mulligan. Foi nomeado um dos dez melhores filmes de 2020 pelo National Board of Review, com Mulligan também vencendo o prêmio de melhor atriz, e recebeu quatro indicações no 78º Golden Globe Awards, incluindo melhor filme dramático.

## Enredo
Todos diziam que Cassie (Carey Mulligan) era uma jovem promissora, até que um evento misterioso destruiu abruptamente seu futuro. No entanto, nada na vida de Cassie é o que parece ser: ela é perversamente inteligente e tentadoramente astuta, e vive uma vida dupla secreta à noite. Um encontro inesperado está prestes a dar a Cassie a chance de corrigir os erros do passado.

## Elenco
- Carey Mulligan como Cassandra “Cassie” Thomas
- Bo Burnham como Ryan Cooper
- Alison Brie como Madison McPhil
- Clancy Brown como Stanley Thomas
- Jennifer Coolidge como Susan Thomas
- Connie Britton como Elizabeth Walker
- Laverne Cox como Gail
- Adam Brody como Jerry
- Max Greenfield como Joe
- Christopher Mintz-Plasse como Neil
- Sam Richardson como Paul
- Molly Shannon como Mrs. Fisher
- Alfred Molina como Jordan
- Angela Zhou como Todd
- Chris Lowell como  Alexander "Al" Monroe
- Abi Beaux como dama de honra

## Recepção
No Rotten Tomatoes, o filme tem um índice de aprovação de 92% com base em 48 resenhas e uma classificação média de 7,5/10. O consenso dos críticos do site diz: "Um thriller corajosamente provocativo e oportuno, Promising Young Woman é uma estreia auspiciosa para a roteirista e cineasta Emerald Fennell - e um destaque na carreira de Carey Mulligan". No Metacritic, o filme tem uma pontuação média ponderada de 74 de 100, com base em 14 avaliações, indicando "críticas geralmente favoráveis".